# 내셔널리그 노스
내셔널리그 노스(National League North)는 내셔널리그의 하위 리그 가운데 하나로 5부 리그인 내셔널리그의 바로 아래 단계에 위치해 있다. 잉글랜드 축구 리그 시스템에서 잉글랜드 전체 리그 가운데 내셔널리그 사우스와 함께 6부 리그에 해당한다. 과거에는 콘퍼런스 노스로 불렀으며 2015-16시즌부터 풋볼 콘퍼런스가 내셔널리그로 바뀜에 따라 리그명을 내셔널리그 노스로 변경했다.
내셔널리그 노스의 우승 팀은 내셔널리그로 자동 승격되고, 2~3위는 플레이오프 준결승전에 직행하며, 4~7위팀은 8강전에 진출해 최종 승리하는 팀이 내셔널리그로 승격하게 된다. 또한 하위 네 팀은 내셔널 노스의 하위 지역 리그로 강등된다.
2014-15 시즌은 후원사의 명칭을 따서 바나라마 노스로 불리고 있다.
2022-23 시즌부터 리그 처음으로 24개팀으로 운영 된다.

## 내셔널 리그 노스, 2020-21 참가 구단
| 클럽                       | 2019-20시즌 최종 순위        |
| -------------------------- | ---------------------------- |
| 게이츠헤드 FC              | 7위                          |
| 귀즐리 AFC                 | 9위                          |
| 글로스터 시티 AFC          | 17위                         |
| 달링턴 FC                  | 10위                         |
| 리밍턴 FC                  | 18위                         |
| 보스턴 유나이티드 FC       | 3위                          |
| 브래드포드 파크 에비뉴 AFC | 22위                         |
| 브래클리 타운 FC           | 4위                          |
| 블리스 스파르탄스 AFC      | 21위                         |
| 사우스포트 FC              | 12위                         |
| 스페니무어 타운 FC         | 8위                          |
| 앨프레턴 타운              | 13위                         |
| 요크 시티 FC               | 2위                          |
| 체스터 FC                  | 6위                          |
| 촐리 FC                    | 19-20 내셔널리그 24위 (강등) |
| 커즌 애쉬튼 FC             | 20위                         |
| 케터링 타운 FC             | 19위                         |
| 키더민스터 해리어스 FC     | 15위                         |
| 파슬리 셀틱 FC             | 11위                         |
| 헤리퍼드 FC                | 16위                         |
| AFC 텔포드 유나이티드      | 14위                         |
| AFC 필드                   | 19-20 내셔널리그 23위 (강등) |

## 역대 우승 팀
| 시즌    | 우승                   | 플레이오프 우승        |
| ------- | ---------------------- | ---------------------- |
| 2004-05 | 사우스포트             | 알트링엄               |
| 2005-06 | 노스위치 빅토리아      | 스태퍼드 레인저스      |
| 2006-07 | 드로일스덴             | 파슬리 셀틱            |
| 2007-08 | 케터링 타운            | 배로                   |
| 2008-09 | 탬워스                 | 게이츠헤드             |
| 2009-10 | 사우스포트 (2)         | 플리트우드 타운        |
| 2010-11 | 알프레튼               | 텔퍼드                 |
| 2011-12 | 하이드 유나이티드      | 너니턴                 |
| 2012-13 | 체스터                 | 핼리팩스 타운          |
| 2013-14 | 텔퍼드                 | 알트링엄               |
| 2014-15 | 배로                   | 귀즐리                 |
| 2015-16 | 솔리헐 무어스          | 노스 페리비 유나이티드 |
| 2016-17 | 파일드                 | 핼리팩스 타운          |
| 2017-18 | 솔퍼드 시티            | 해러게이트 타운        |
| 2018-19 | 스톡포트 카운티        | 촐리                   |
| 2019-20 | 킹스 린 타운           | 알트링엄               |
| 2020-21 | 시즌 조기 중단 및 취소 | 시즌 조기 중단 및 취소 |
| 2021-22 | 게이츠헤드             | 요크 시티              |
| 2022-23 | 파일드 (2)             | 키더민스터             |
| 2023-24 | 탬워스 (2)             | 보스턴 유나이티드      |

## 같이 보기
- 내셔널리그 (디비전)
- 내셔널리그 사우스